# Abdullah al-Mayhoub
Abdullah Al-Mayhoub (arabe : عبد الله موسى الميهوب) aussi connu sous le nom de Abdelallah Moussa El-myehoub, est un membre du Conseil national de transition pendant la révolution libyenne de 2011. Il y représente le district de Kuba. Titulaire d'un doctorat dans une université française, il travaille à la faculté de droit de l'université de Garyounis.

## Sources
- (en) Cet article est partiellement ou en totalité issu de l’article de Wikipédia en anglais intitulé « Abdullah Al-Mayhoub » (voir la liste des auteurs).